# Pierre Albert Charpentier
Pierre Albert Charpentier (* 20. September 1904; † 1968) war ein französischer Diplomat.

## Leben
Pierre Albert Charpentier war ein Sohn von Léona de Biedermann und Jean-Charles Charpentier, Gesandtschaftssekretär und Generalrat des Département Marne.
Ab dem 1. Juli 1929 war Charpentier Botschaftssekretär zweiter Klasse in London. Ab dem 1. März 1932 wurde er in der „Abteilung Handel“ im Außenministerium (Quai d’Orsay) beschäftigt. Von Juli bis August 1932 war er Mitglied der französischen Delegation bei der Reparationskonferenz in Lausanne. Vom 5. bis 20. September 1932 war er Mitglied der französischen Delegation bei der Konferenz zur Stresa-Front. Ab dem 26. September 1933 war er Gesandtschaftssekretär in Moskau. Ab dem 12. März 1936 wurde er in der „Abteilung Europa“ im Außenministerium beschäftigt. Ab dem 8. Februar 1937 war er Gesandtschaftssekretär in Washington, D.C. Ab dem 24. Juli 1937 wurde er wieder in der „Abteilung Europa“ im Außenministerium beschäftigt. Ab dem 25. April 1938 war er stellvertretender Abteilungsleiter im Außenministerium.
Am 2. Oktober 1939 wurde er zu den französischen Streitkräften einberufen. Von 1944 bis 1948 war Pierre Charpentier Gesandtschaftsrat in Moskau. Ab 1947 war er Stellvertreter von Georges Catroux als Botschafter in Moskau und zeitweise Geschäftsträger. Am 19. Dezember 1946 teilte Marie Émile Antoine Béthouart dem Außenministerium mit, dass sich Ende Oktober 1946 etwa 500 französische Staatsbürger in Odessa aufgehalten hätten. Wegen ihrer Mitgliedschaft in der Légion des volontaires français contre le bolchévisme gerieten französische Staatsbürger in die Kriegsgefangenschaft der Roten Armee, deren Rückführung über Wladiwostok und Odessa Charpentier nun betreute.
Zusammen mit Georges Catroux war Charpentier Autor einer Studie zur sowjetischen Kriegsbereitschaft, die bei der Gründung der NATO Beachtung fand.
Von 1950 bis 1952 war er Botschafter in Bukarest und von 1955 bis 1957 Botschafter in Athen. Von 1960 bis 1962 war er Botschafter in Leopoldville und von 1962 bis 1966 Botschafter in Warschau.
Im Jahre 1959 unterzeichnete er als Repräsentant für die Französische Republik den am 1. Dezember unterzeichnete Antarktis-Vertrag.